# Michael Ogertschnig

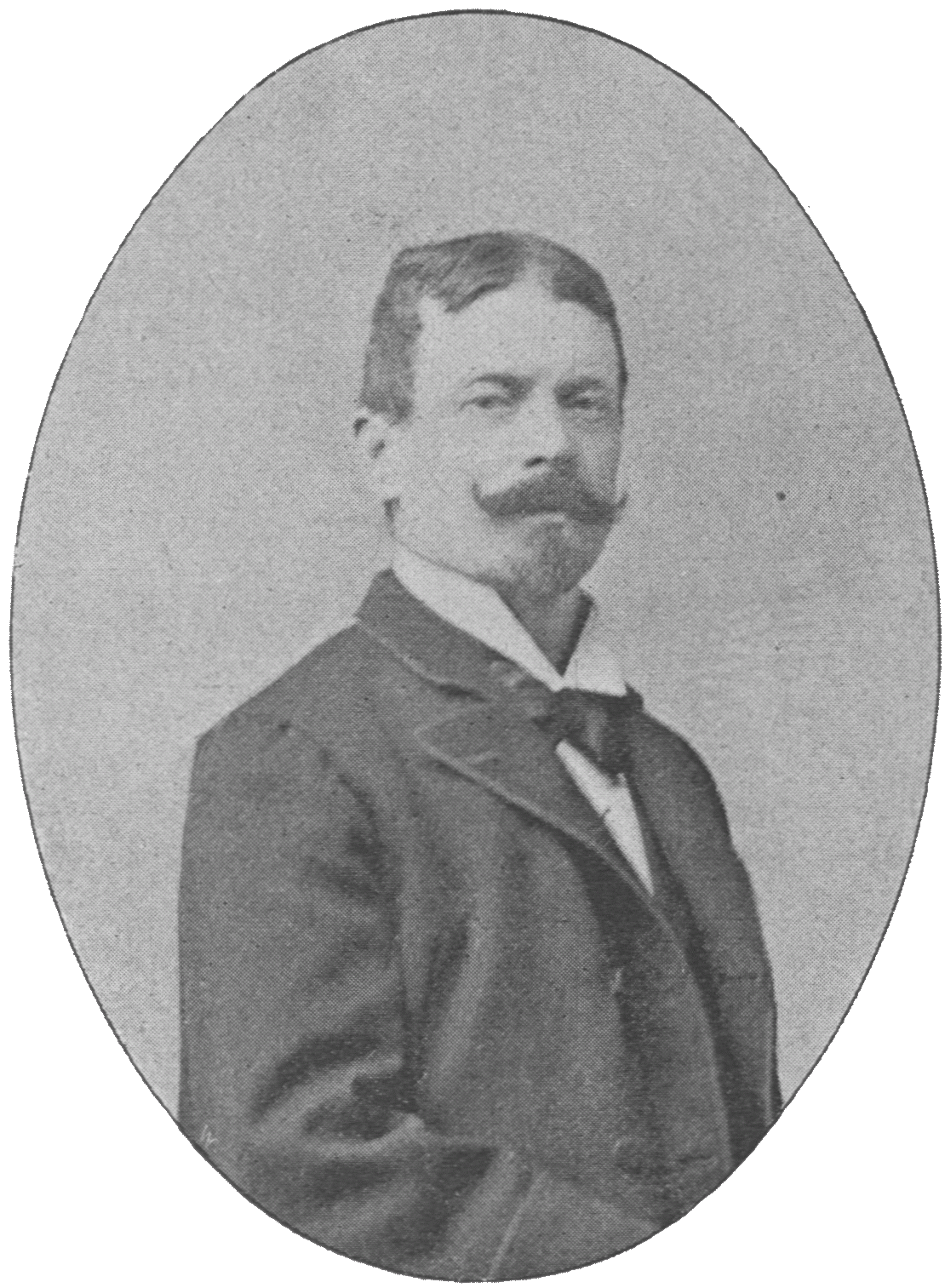
Michael Ogertschnig (Selbstporträt, vor 1901)

Michael Ogertschnig, auch Michael Ogertschnigg (* 27. Mai 1846 in Ratzendorf bei Maria Saal; † 28. Mai 1926 in Klagenfurt) war ein österreichischer Porträtmaler.

## Leben
Als Sohn eines „Keuschlers“ (Kleinbauern, Kleinhäuslers) geboren, hatte Ogertschnig alle Mühsal eines im Verborgenen fast als Autodidakt strebenden Talentes durchgemacht, um endlich nach längeren Lehrjahren in den österreichischen Hauptstädten und einem Aufenthalt in Feldkirchen durch mehrere, in der Klagenfurter Landesausstellung 1885 ausgestellte Porträts von Notabilitäten Klagenfurts die Aufmerksamkeit weiterer Kreise auf sich lenken zu können. Von
da an mit zahlreichen Aufträgen Kärntner und ausländischer Mäzene bedacht, wirkte Ogertschnig bald in der Kärntner Landeshauptstadt als gesuchter Porträtmaler. Es wurde ihm auch die Ausführung der Bildnisse der Kärntner Landespräsidenten im Empfangssaal der Landesregierung zu Klagenfurt übertragen.